# Dysdera enghoffi
Dysdera enghoffi es una especie de arañas araneomorfas de la familia Dysderidae.

## Distribución geográfica
Es endémica de La Gomera (España).